# Kovács Klaudia (rendező)
Kovács Klaudia (Eger) többszörös díjnyertes magyar-amerikai rendező, színművésznő, producer, író, A lyukas zászló (angolul Torn from the Flag) c. film – alkotója.

## Pályája
A Gundel-ágon távoli rokona Latinovits Zoltánnak. Pályáját a budapesti Harlekin Gyermekszínházban kezdte, majd a Pinceszínházban folytatta. Mivel nem vették fel a Színház- és Filmművészeti Főiskolára, ezért az Amerikai Egyesült Államokba, azon belül Hollywoodba költözött. Ott tanulta ki a színház és a filmes szakmát. Többek között az Oscar-díjra jelölt Lynn Redgrave tanítványa is volt akitől Shakespeare-kurzusokat vett.
A többszörös díjnyertes színésznő számos főszerepet tud maga mögött mind Hollywoodban, mind New Yorkban. Színészi munkája során magyar anyanyelvén és angol nyelven is alkot. Többször fellépett Los Angeles-ben, a magyar kultúrát és irodalmat ápoló helyi magyar rendezvényeken is.
Kilenc éven át dolgozott A lyukas zászló (angolul Torn from the Flag) című 96 perces szociopolitikai, történelmi dokumentumfilmjén, amely a kommunizmus nemzetközi hanyatlásáról és az 1956-os forradalom viszonyáról szól. A film az 1945–1991 közötti időszakot öleli fel. A lyukas zászlót az Oscar-díjas Zsigmond Vilmossal és Kovács László operatőrökkel készítette, megszólalnak benne a következő ismert politikusok, személyiségek is: Henry Kissinger, Habsburg Ottó, Göncz Árpád, Pozsgay Imre, Berecz János, Horn Gyula.
A lyukas zászló eddig 20 fesztivál meghívást, 8 nemzetközi díjat/elismerést tudhat magáénak.
Színházi munkái közé tartozik a Halló America: Ne tedd le!! (Calling America: Don’t Hang Up!!) című monodráma rendezése a New York-i Broadway Theater Row színházában.
Az Amerikai Egyesült Államokban eddig több mint 40 filmes, színházi, és televíziós munkában vett részt.
Közel 200 cikk és két könyv társszerzője: Magyar Amerika (2002) és Amerikai Magyarok Arcképcsarnoka (2003). Az utóbbi 400 magyar és nemzetközi könyvtárban megtalálható.
Hollywood város Hollywood Hills nevű kerületében él és alkot (2024).

## Tagságai
- Amerikai Színészek Egyesülete (Screen Actors Guild)
- Független Filmesek Szövetsége – USA (Film Independent)
- Nemzetközi Dokumentumfilm Szövetség (International Documentary Association)
- Nemzetközi Újságírók Szövetsége (International Federation of Journalists)
- Magyar Újságírók Országos Szövetsége (MÚOSZ)